# オプションキー

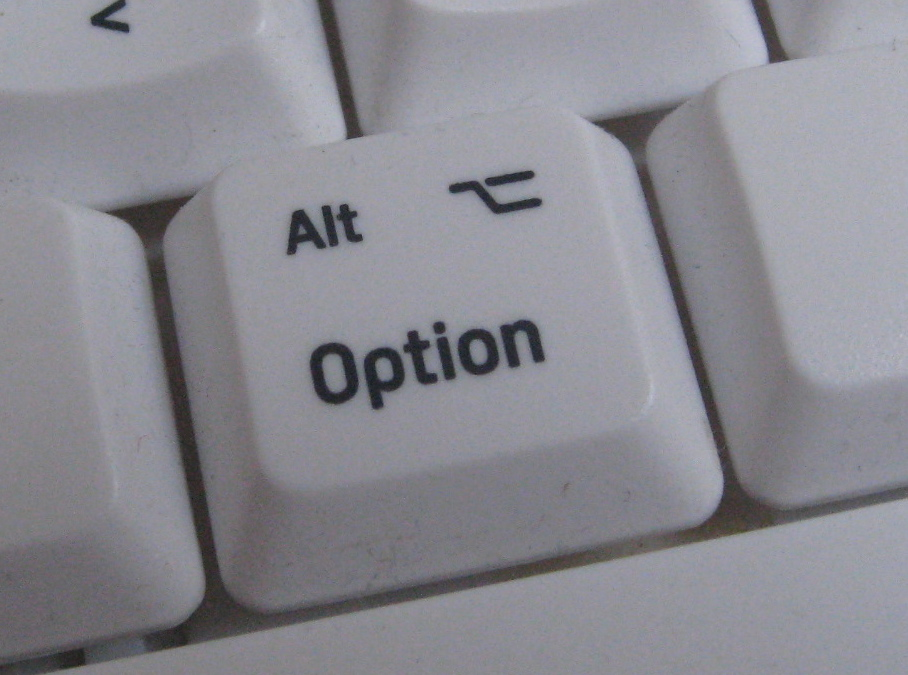
オプションキー

オプションキー（英語：Option key）は、MacおよびiPad向けのキーボードに備わる修飾キーの一つ。たいていの場合コマンドキーの隣に設置されており、キートップには、記号「⌥」または「Option」が記されている。また、キートップ上部に「Alt」と記されている場合もある。Windows系OSでのAltキー（オルタネイトキー）に近い機能を持つ。
macOSでWindows向けキーボードを使用する際には、コマンドキーの代わりにAltキー（オルタネイトキー）を使用する。Mac OS X v10.4以降ではコントロールパネルの「キーボードとマウス」の設定でCapsLockキー、コントロールキー、オプションキー、コマンドキーの4つの修飾キーの位置を自由に入れ替える事が可能になった。
Mac以外では、iPad専用のキーボード「iPad Keyboard Dock」やiPad用Magic Keyboardに搭載されているほか、過去にはAppleのPDAであるNewtonシリーズのキーボード、パーソナルコンピュータ"Apple II"シリーズの一部の機種にもオプションキーが存在していた。ちなみにNeXTのハードウェアにはコマンドキーはあったがオプションキーはなく、Altキーを搭載していた。

## 代替キー入力
macOSでは、 ⌥ Optionキーを押しながらキーボードを入力することで、キートップに書かれていない文字を代替的に入力することができる。また、⌥ Optionキーと⇧ Shiftキーを押すことで、さらに入力できる文字が変化する。